# Monument (Nuevo México)
Monument es un lugar designado por el censo ubicado en el condado de Lea en el estado estadounidense de Nuevo México. En el Censo de 2010 tenía una población de 206 habitantes y una densidad de población de 15,09 personas por km².

## Geografía
Monument se encuentra ubicado en las coordenadas 32°37′27″N 103°16′40″O / 32.62417, -103.27778. Según la Oficina del Censo de los Estados Unidos, Monument tiene una superficie total de 13,65 km², de la cual 13,65 km² corresponden a tierra firme y (0%) 0 km² es agua.

## Demografía
Según el censo de 2010, había 206 personas residiendo en Monument. La densidad de población era de 15,09 hab./km². De los 206 habitantes, Monument estaba compuesto por el 92,72% blancos, el 0,49% eran afroamericanos, el 0,49% eran amerindios, el 0% eran asiáticos, el 0% eran isleños del Pacífico, el 6,31% eran de otras razas y el 0% pertenecían a dos o más razas. Del total de la población el 33,5% eran hispanos o latinos de cualquier raza.